# Monte Croft
Monte Croft (rond 1960) is een Amerikaanse jazzzanger en -vibrafonist van de modernjazz.

## Biografie
Croft kreeg een drumstel op 10-jarige leeftijd, op 14-jarige leeftijd wisselde hij naar de vibrafoon. Vanaf 1979 studeerde hij aan de Berklee School of Music en deed hij muzikale ervaring op in de clubs van Boston. Vanaf 1983 werkte hij in het muziekcircuit van New York als multi-instrumentalist. Naast de vibrafoon werkt hij als zanger en speelt hij drums, keyboards, mondharmonica, basgitaar en gitaar. Eind jaren 1980 kreeg hij de kans om de twee jazzalbums A Higher Life ( 1989) en Survival of the Spirit (1990) op te nemen voor Columbia Records met muzikanten als Lonnie Plaxico, Mulgrew Miller en Gene Jackson, de derde productie Interchords bleef onuitgebracht.
Croft werkte ook samen met James Spaulding, Nicholas Payton, Terence Blanchard (A Jazzy Wonderland), David Fathead Newman, Gino Vannelli, Cassandra Wilson, Brian Blade, Victor Bailey, Branford Marsalis, Hubert Laws, Jorge Sylvester, Charlie Hunter, Lizz Wright en Lenny White. In 2012 maakte hij deel uit van de r&b/funkband The Average White Band. Hij droeg ook muziek bij voor tv-shows zoals One Night Only, Boardwalk Empire en Luke Cage. Volgens Tom Lord was hij tussen 1988 en 2012 betrokken bij tien opnamesessies. 
Croft is een virtuoos van abstracte, gebroken arpeggio's, die speelt in een vreemde stijl, die sterk beïnvloed is door Thelonious Monk.  Hij is getrouwd met cartooniste Barbara Brandon-Croft.
- Gemeinsame Normdatei: 134928997
- International Standard Name Identifier: 0000 0000 3322 6904
- Library of Congress Control Number: n92014518
- MusicBrainz: e1024883-a4c6-46cf-a728-65d608d24915
- Virtual International Authority File: 33648544
- WorldCat: E39PBJpypck4BwjtdPG4mYQ6rq